# 安庆职业技术学院
安庆职业技术学院（英文：Anqing Vocational & Technical College），是位于安徽省安庆市的一所公办全日制普通高等职业院校，为安徽省示范性高职院校、安徽省地方技能型高水平大学建设单位、国家优质专科高等职业院校建设单位。

## 校史沿革
学校创办于2003年6月。2010年立项建设安徽省示范性高职院校，2014年12月以优秀等次通过验收评估。2015年12月，学校获批安徽省高等教育振兴计划地方高水平大学建设项目。。2016年9月，成为国家优质专科高等职业院校立项建设单位。

## 现状

### 师生概况
现有教职工近600人，其中有国家职业教育教学指导委员会委员3人，省级教学团队5个，省级教学名师、专业带头人、教坛新秀等省级人才36人。有全日制在校生近9000人，成人教育在籍生2000余人。

### 院系设置
| - 电子信息系 - 经济贸易系 - 社会事业系 - 机电工程系 - 建筑工程系 | - 园林园艺系 - 公共基础部（中专部） - 思政部 - 成教部 |

### 学科专业
学校现开设35个专业，拥有中央财政支持提升专业服务产业能力建设专业2个，省级特色专业10个，省级综合改革试点专业5个。